# Ю, Жорж
Жорж Адольф Ю (фр. Georges Adolphe Hüe, в старых русских источниках Гю; 6 мая 1858, Версаль — 7 июня 1948, Париж) — французский композитор.
Начал заниматься музыкой со своей матерью. Отец мальчика был известным архитектором и хотел, чтобы сын пошёл по его стопам. По рекомендации Шарля Гуно, который услышал его первые сочинения, мальчика отдали учиться музыке. Брал уроки у композитора Эмиля Паладиля, а затем учился в Парижской консерватории (в частности, у Наполеона Ребера). В 1879 году получил Римскую премию за кантату «Медея». В 1922 году стал членом Академии изящных искусств в качестве преемника Сен-Санса.
Наследие Ю включает шесть опер, поставленных на парижской сцене с 1881 по 1928 гг.; наибольшим успехом пользовалась опера «В тени собора» (фр. Dans l'ombre de la cathédrale; 1921, по Бласко Ибаньесу). Жоржу Ю также принадлежат многочисленные вокальные произведения, театральная музыка. Особенное влияние на его творчество оказал Рихард Вагнер (Жорж Ю был почётным гражданином Байрёйта, города вагнеровских фестивалей). Сегодня из его сочинений исполняются лишь некоторые инструментальные произведения — особенно Фантазия для флейты и фортепиано (1913, оркестровка 1923), написанная для Адольфа Энбена (а не для Поля Таффанеля, как иногда утверждается) и недавно — 2010 — исполненная Кэтрин Брайан, — и некоторые романсы — в первую очередь, «Птицам» (фр. À des oiseaux) и «Я плакала во сне» (фр. J'ai Pleuré En Rêve)